# Olivier Bonnaud
Pour les articles homonymes, voir Bonnaud (homonymie).
Olivier Bonnaud est un acteur français.

## Biographie
En 2006, Olivier Bonnaud assiste aux cours cinématographiques à l'université Sorbonne-Nouvelle, à Paris, d'où il sort diplômé en 2009. Après une année à l'école du Jeu, il s'inscrit, en 2010, au Conservatoire royal de Liège, en Belgique, jusqu'en 2014.
En 2016, après les études, il apparaît dans la pièce de théâtre États d'urgence de Falk Richter, mise en scène par Vincent Hennebicq au théâtre de Liège et au théâtre de l'Ancre. Même année, il tient le rôle principal dans le long métrage La Fille inconnue de Jean-Pierre Dardenne et Luc Dardenne qu'il va retrouver, en 2019, pour Le Jeune Ahmed.
En 2021, il interprète le comédien Philoctète Herode dans la mini-série Les Aventures du jeune Voltaire, signée Georges-Marc Benamou, sur France 2.

## Filmographie

### Cinéma

#### Longs métrages
- 2016 : La Fille inconnue de Jean-Pierre Dardenne et Luc Dardenne : Julien
- 2017 : Nos patriotes de Gabriel Le Bomin : Antoine
- 2018 : Un peuple et son roi de Pierre Schoeller : Muguet de Nanthou
- 2019 : Le Jeune Ahmed de Jean-Pierre Dardenne et Luc Dardenne : l'éducateur de référence

#### Courts métrages
- 2017 : Tant pis pour les victoires de lui-même : Arthur
- 2017 : Voir le jour de François Le Gouic : Paul

### Télévision

#### Téléfilm
- 2022 : Diane de Poitiers de Josée Dayan : Gabriel Ier de Montgommery (en tournage)

#### Série télévisée
- 2021 : Les Aventures du jeune Voltaire : le comédien Philoctète Herode (mini-série, 4 épisodes)

## Théâtre
- 2011-2013 : L'Enjeu pro, de et mise en scène par Delphine Eliet au 104 de Paris
- 2013 : Heart of Darkness, de et mise en scène par Jan-Christoph Gockel au Conservatoire royal de Liège
- 2013 : Les Bas-fonds, de Maxime Gorki et mise en scène par Raven Ruell au Conservatoire royal de Liège
- 2014 : Les Iroquois, de et mise en scène par Nicolas Marchand au théâtre populaire de Lorraine, au Stadtstheater Saarbrück, au théâtre national du Luxembourg et au théâtre de Liège
- 2016 : États d'urgence, de Falk Richter et mise en scène par Vincent Hennebicq au théâtre de Liège et au théâtre de l'Ancre
- 2017 : Dis des mots sur ce que tu parles, de et mise en scène par Sylvain Daï au Festival Les Enfants terribles de Huy
- 2019 : Un loup pour l'homme, de et mise en scène par Violette Palaro au théâtre national Wallonie-Bruxelles et au Festival de Liège
- 2020 : Science-fiction de et mise en scène par Selma Alaoui au Varia et au théâtre de Liège